# Sthennis
Sthennis (en grec ancien Σθέννις) est un sculpteur grec de la deuxième moitié du IVe siècle av. J.-C., contemporain de Lysippe et de Silanion.

## Biographie
Sa vie est très peu connue. Dans l'une de ses signatures, Sthennis se présente comme « fils d'Hérodotos, d'Athènes ». Pausanias le cite sous le nom « Sthennis d'Olynthe » : il a sans doute émigré à Athènes après la destruction d'Olynthe par Philippe II de Macédoine en 348 av. J.-C. et obtenu la citoyenneté athénienne. Pline l'Ancien situe son apogée dans la 113e olympiade, c'est-à-dire en 328-325 av. J.-C., en même temps que celle de Lysippe et de Silanion.
On lui connaît deux fils, Calliadès et Hérodore, également sculpteurs.

## Œuvre
Sthennis a signé un portrait du philosophe Dion d'Éphèse ainsi qu'une statue d'Hadéia, belle-sœur du roi Lysimaque, découverte dans l'Amphiaréion d'Oropos. Il collabora avec Léocharès à un monument d'une famille athénienne sur l'Acropole. Pline l'Ancien vit de lui à Rome une Déméter, un Zeus et une Athéna, appartenant peut-être à un même groupe, ainsi que des femmes pleurant, priant et sacrifiant. Sthennis fut également l'auteur de deux statues d'athlètes vues par Pausanias à Olympie. Enfin, on lui attribue un portrait du héros Autolycos, fondateur de la cité de Sinope.
Aucune de ses œuvres n'a été conservée.